# Гленрио
Гленрио (ранее Рок-Айленд) — невключенная территория в округах Деф-Смит, штат Техас, и Куэй, штат Нью-Мексико, США. Город-призрак расположен на бывшем американском шоссе 66 (также известное как Шоссе Уилла Роджерса). Гленрио — город, расположенный между двумя штатами сразу. Когда-то это была популярная остановка для путешественников Рок-Айлендской и Тихоокеанской железной дороги, а позже для автомобилистов на старом маршруте трассы 66. Когда в 1973 была проложена новая автомагистраль между штатами, она обошла Гленрио стороной и вынудила жителей бросить город.

## История
Город был основан в 1903 году и стал популярным перевалочным пунктом для путешественников. Сначала в городе было только железнодорожное сообщение. В 1917 году сюда начали заезжать автомобили по дороге Озарк. Сеть дорог Озарк составляли основную систему автомобильных дорог в регионе, пока в 1920-х годах не было построено шоссе 66. К 1930-м годам маршрут 66 в Техасе представлял собой асфальтированную двухполосную дорогу, на которой были построены несколько заправочных станций, ресторан и мотель. Расположение Гленрио на границе штатов Техаса и Нью-Мексико привело к некоторым интересным бизнес-практикам. Городские заправки строили на техасской стороне, где налог на бензин был ниже, а бары расположили на стороне Нью-Мексико, так как продажа алкоголя в техасском округе Деф-Смит в то время была запрещена. Железнодорожная станция находилась в Техасе. Местное почтовое отделение, построенное примерно в 1935 году, находилось в Нью-Мексико. Резервуар для воды и ветряная мельница в Нью-Мексико были построены примерно в 1945 году. В 1950-х годах дорогу расширили. Станция Texaco (1950 г.) и закусочная (1952 г.) были построены в Техасе с использованием архитектурного стиля ар-деко. Дом Джозефа Браунли, построенный в Амарилло в 1930 году, был перенесен в Гленрио в 1950 году. В Гленрио был построен «Первый мотель в Техасе» (1953 г.) / «Последний мотель в Техасе» (1955 г.) — семейное кафе и заправочная станция Гомера Эресмана. В Нью-Мексико когда-то работали три заправочные станции («Broyles Mobil» 1925 года, «Texaco» 1935 года и «Ferguson» 1946 года). Город пришел в упадок в 1975 году, когда была построена более современная автомагистраль I-40.
В течение многих лет шел спор о том, какому штату принадлежит восточная часть Гленрио: Техаса или Нью-Мексико? Прямая граница между двумя штатами с севера на юг изначально была определена по линии 103-го меридиана, но в 1859 году эту границу по ошибке установили между 2,29 и 3,77 милями (3,69 и 6,07 км) слишком далеко к западу от этой линии. Таким образом, нынешние города Фаруэлл, Текслайн и восточная часть Гленрио находятся в пределах Техаса. Короткая граница Нью-Мексико с Оклахомой, напротив, была исследована по правильному меридиану. В проекте Конституции Нью-Мексико 1910 года говорилось, что граница проходит по 103-му меридиану, как и предполагалось. Спорная полоса протяженностью в сотни миль включает участки ценных нефтяных месторождений Пермского бассейна. Сенат Нью-Мексико принял законопроект о финансировании и подаче иска в Верховный суд США о возврате полосы из Техаса, но законопроект не стал законом. Сегодня спорная земля и восточная часть Гленрио управляются штатом Техас.

### Местонахождение
Гленрио находится всего в нескольких ярдах к югу от автомагистрали I-40. Сейчас город состоит из остатков мотеля, кафе и станции технического обслуживания «Phillips 66», почтового отделения, нескольких других зданий, включая закусочную и АЗС «Texaco», старое дорожное полотно трассы 66. Также остались руины железнодорожной дороги, пути которой были сняты в 1980-х годах. Несколько домов все ещё есть в Гленрио: дом Джозефа Браунли и техасский мотель «Longhorn».

#### Исторический район Гленрио
Исторический район Гленрио — это исторический район площадью 31,7 акров (12,8 га), который был внесен в Национальный реестр исторических мест в 2007 году.

#### Центр приема гостей Гленрио
25 июня 2008 года штат Нью-Мексико открыл Центр приема гостей Гленрио. В Центре есть загон для животных, беспроводной интернет, кинотеатр и информационные киоски. Построенный для приема одного миллиона посетителей в год, Центр выполняет и экологические функции, такие как повторное использование серой воды для орошения земель и ветрогенератор для выработки 20 % энергии Центра.

### В кино
В Гленрио были сняты части фильма «Гроздья гнева» (1940). Заброшенный мотель в Гленрио изображен в вымышленном городе Радиатор-Спрингс мультфильме «Тачки» 2006 года. Вступительная сцена из фильма «Конец дня» снималась в Гленрио.

### Фотогалерея

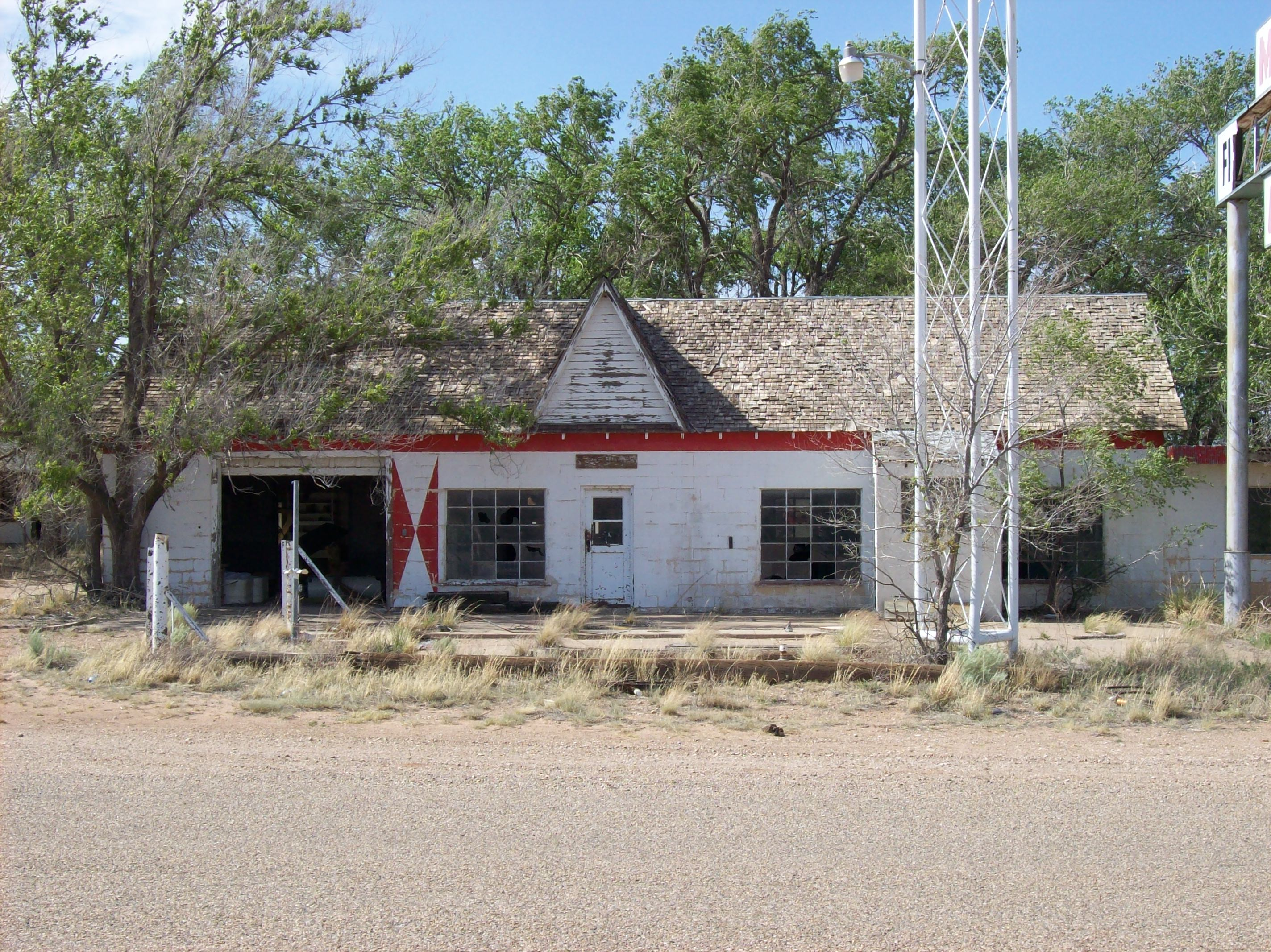
Первый / последний мотель в Техасе, Гленрио
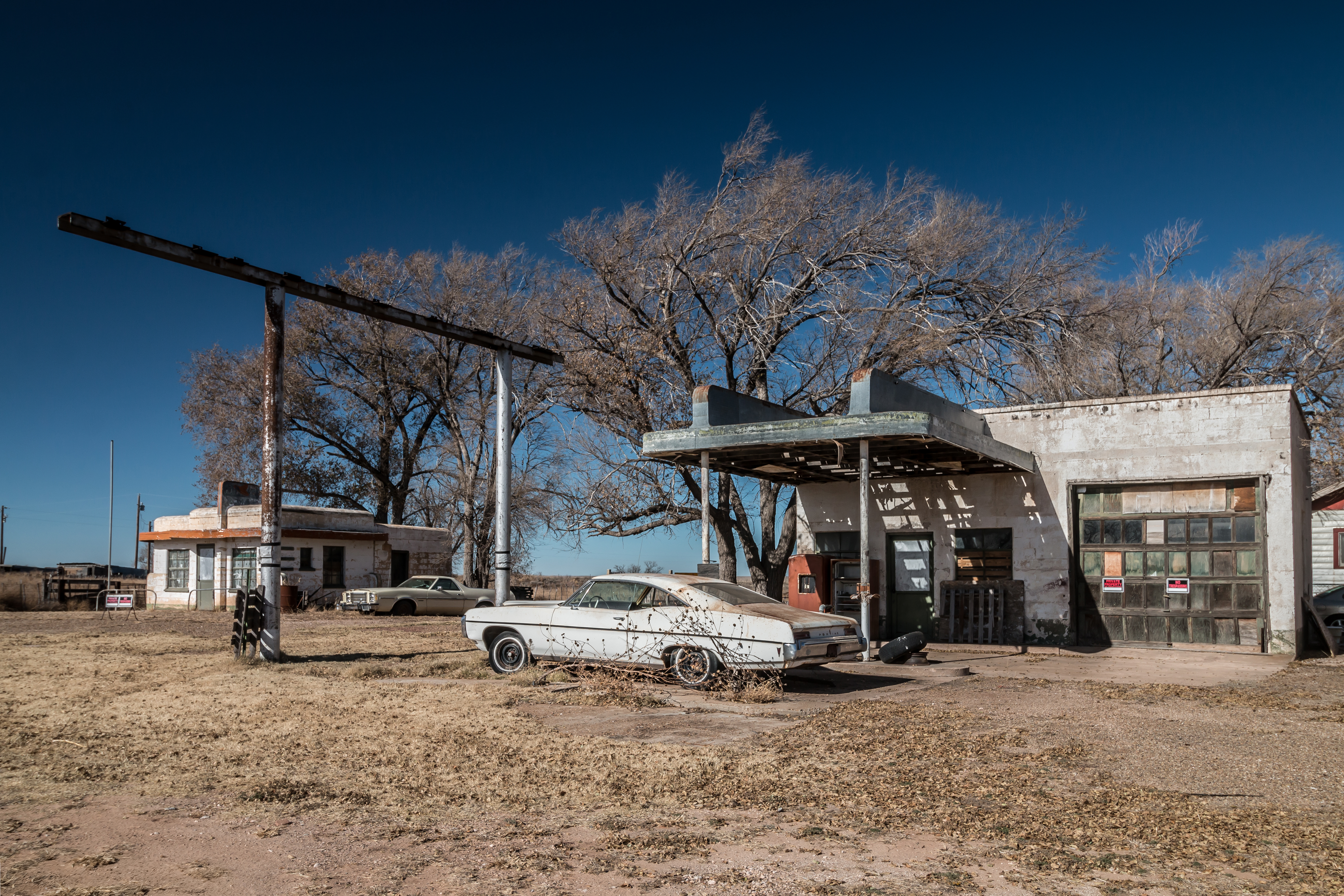
Закрытое кафе и АЗС в Гленрио
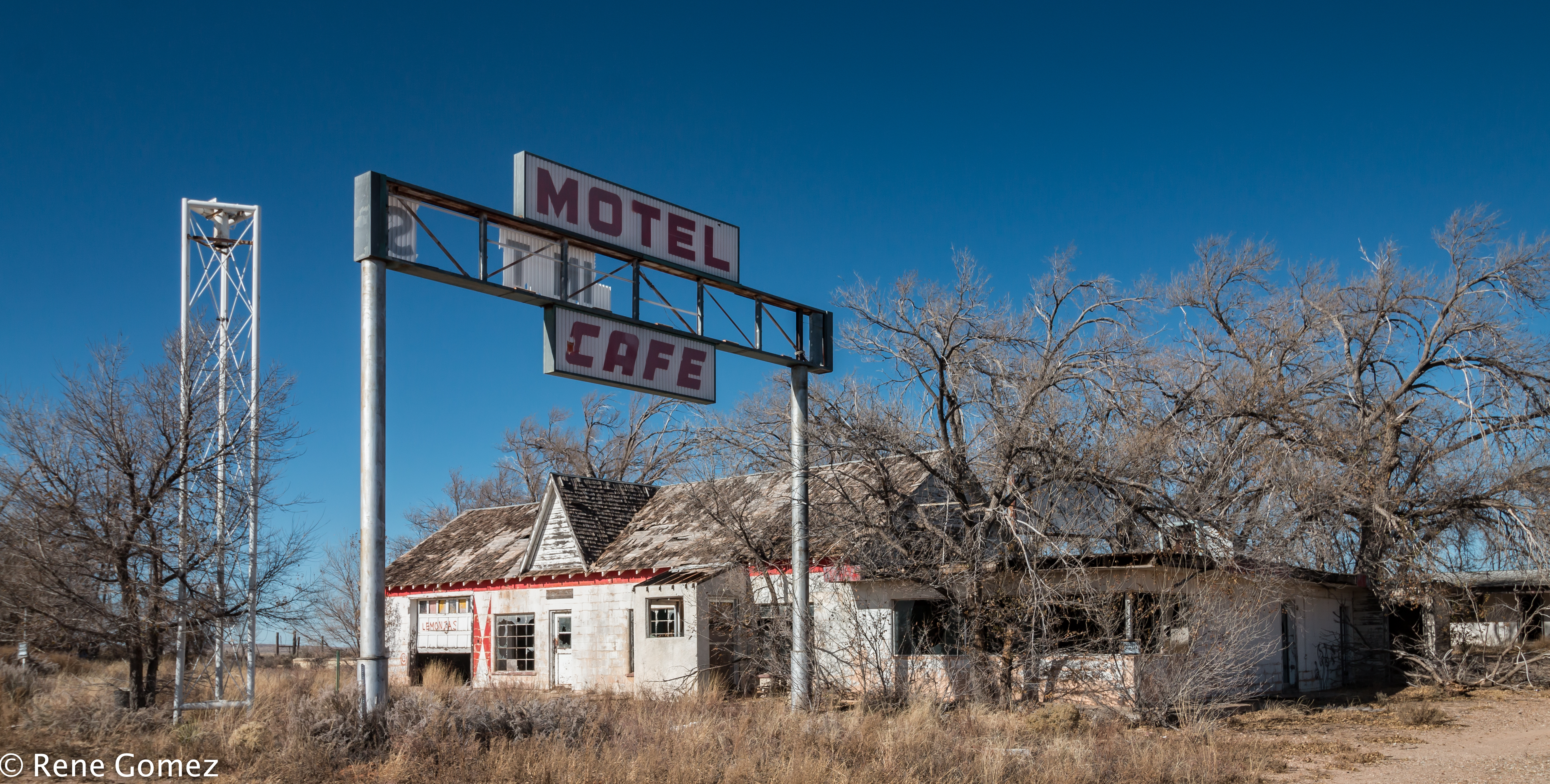
Закрытый отель в Гленрио